# Ваганов Андрій Геннадійович
Андрій Геннадійович Ваганов (нар. 25 жовтня 1968, Шимкент, Казахська РСР) — радянський та казахський футболіст, нападник та півзахисник. По завершенні кар'єри гравця — футбольний тренер.
Закінчив Волгоградський інститут фізкультури.

## Клубна кар'єра
Вихованець шимкентського футболу. Дорослу футбольну кар'єру розпочав 1986 року в команді рідного міста «Меліоратор», яка виступала в Другій союзній лізі, зіграв1 матч (1 гол). Після цього проходив військову службу, де грав за збірну Центральної групи військ у Чехословаччині. По завершення військової служби повернувся повернувся до «Меліоратора». У 1990 році прийняв запрошення від «Кайрата», зіграв 8 матчів (1 гол) у Першій лізі СРСР. Проте по ходу сезону повернувся до шимкентського клубу, у складі якого 1992 року взяв участь у першому розіграші незалежного чемпіонату Казахстану.
У 1993 році переїхав до України, де уклав договір з «Кривбасом». Дебютував у Вищій лізі України 28 травня 1993 року в нічийному (1:1) домашньому поєдинку 27-о туру проти одеського «Чорноморця». Андрій вийшов на поле на 46-й хвилині, замінивши свого співвітчизника Бориса Швиркова. У складі «Кривбасу» зіграв 3 неповні матчі в чемпіонаті України. Після цього повернувся до Казахстану.
У 1993 році підписав контракт з «Жигером» (Шимкент), де виступав до завершення сезону 1996 року. З 1997 по 2000 рік грав за «Тараз», «Кайсар», «Синтез», «Акжайик» (Атирау) та «Дустик». Потім грав за «Жетису». 2002 року повернувся в «Ордабаси», у футболці якого завершив кар'єру гравця. У чемпіонаті Казахстану провів 10 сезонів, зіграв понад 250 матчів, в яких відзначився понад 30-а голами.

## Кар'єра в збірній
У футболці національної збірної Казахстану дебютував 6 червня 1997 року в переможному (2:1) виїзному поєдинку кваліфікації чемпіонату світу 1998 року проти Іраку. Ваганов вийшов на поле на 46-й хвилині, замінивши Руслана Гумара. Загалом у червні 1997 року зіграв 2 матчі в кваліфікації чемпіонату світу 1998 року, після цього в складі збірної на поле більше не виходив.

## Кар'єра тренера
По завершенні кар'єри гравця шість років він пропрацював в рідному «Ордабаси». Отримав тренерську ліцензію категорії «В».
У 2011 році очолював жіночу збірну Казахстану.
2 серпня 2016 року призначений головним тренером молодіжної команди «Ордабаси».

## Досягнення
- Вища ліга Казахстану
  -  Срібний призер (1): 1997 (у складі «Тараза»)
  -  Бронзовий призер (1): 1993 (у складі «Жигера»)